# Onderwijsleergesprek
Het onderwijsleergesprek is een binnen de didactiek gebruikte werkvorm om vooral reeds vaardige deelnemers aan een training, cursus of opleiding meer gestructureerd, verdiepend of verbredend met kennis die bij de deelnemers aanwezig is te leren omgaan. Het onderwijsleergesprek is uitermate geschikt om te gebruiken bij de zogenaamde "opfris" modules binnen een opleiding, cursus of training.
Het onderwijsleergesprek is een werkvorm waarbij de docent de deelnemers middels vragen stellen aan de complete groep, deelnemers (zowel leerlingen in het huidige onderwijsbestel als volwassenen in een privé onderwijs) opnieuw kennis laat maken met een onderwerp waarbij de totale kennis in de groep en bij de docent in zijn geheel aan de orde komt. Het onderwijsleergesprek is uitdrukkelijk geen frontaal, mono directioneel onderwijs maar leunt heel sterk op interactie, confrontatie, samenwerking en herbeleving. Een van de (sub-) doelen van het onderwijsleergesprek is om de aanwezige kennis up-to-date en meer gestructureerd te krijgen. Flarden kennis worden gekoppeld en hiaten in de kennis worden opgevuld.
De vaardigheden van de docent liggen vooral niet op het feitelijk zelf beheersen van de kennis maar bij het structureren van het leergesprek. De docent heeft daarin de volgende vaardigheden en taken:
- stelt de goede vragen
- geeft iedereen een gelijke kans om antwoorden te geven
- vat goed samen
- geeft ruimte (door zelf niet te beginnen met praten maar wacht af)
- reageert zo veel mogelijk richting de leerdoelen
- stelt regelmatig vast of de leerdoelen in de gehele groep worden behaald.